# Bérczy Krisztina
Bérczy Krisztina, (Budapest, 1957 – Budapest, 2021. augusztus 22.) magyar rádióbemondó, műsorvezető, előadóművész.

## Életpályája
A budapesti Leövey Klára Gimnáziumban érettségizett.1979-ben építőmérnöki geodéziai (földmérőmérnöki) diplomát szerzett a Budapesti Műszaki Egyetemen. 1981-ben bemondó-meghallgatást hirdetett a Rádió, amelyre jelentkezett. A több mint kétszáz jelentkező közül ketten feleltek meg, ő és Zahorán Adrienne  lettek rádióbemondógyakornokok.  A rádióbemondók rendelkeztek a legmagasabb szintű úgynevezett A kategóriájú mikrofonengedéllyel, amely a Rádióban való megszólaláshoz kellett. Munkájukat folyamatos figyelem és ellenőrzés mellett végezték, folyamatosan képzéseken is részt kellett venniük. 1982-től véglegesítették a Magyar Rádió bemondójaként. Mindhárom adón dolgozott. 1984-ben Antal Imrével közösen vezette a Pesti Vigadóban rendezett Belvedere énekverseny gálaestjét, amelyet a Magyar Televízió is közvetített. Szinkronstúdiókban, televízióban narrátorként is dolgozott, több film főcímét és stáblistáját is felolvasta.  Rádióbemondóként 1996-ban kollégájával Pintér Sándorral megkapta Az év bemondója díjat. Előadóművészként is fellépett, például Jordán Tamás színművésszel 1998-ban a MÚOSZ 1956-os emlékműsorában. 2007-től a korábban 21 bemondót alkalmazó Magyar Rádióban tízen maradtak, illetve más munkakörbe kerültek, Bérczy Krisztina a Kossuth Rádióban mondott híreket.
Az 1990-es évek elején munkatársa volt az egyik első magyar kereskedelmi rádiónak, a Rádió Bridge-nek is.
2021 augusztusában hunyt el, október 1-én a Farkasréti temetőben helyezték végső nyugalomra.

## Rádiós munkáiból
- Napközben – (Petőfi Rádió) – bemondó
- Éjféltől hajnalig – (Petőfi Rádió) – műsorvezető
- Reggeli Krónika (Kossuth Rádió) – bemondó
- Esti krónika (Kossuth Rádió) – bemondó
- Déli zeneparádé (Kossuth Rádió) – bemondó
- Klasszikusok délidőben (Kossuth Rádió) – bemondó
- Egy legendás rádióműsor – Világok harca  — dokumentum-rádiójáték; rendező: Pós Sándor. A szereposztás a következő volt: Orson Welles és Pierson professzor: Gáti Oszkár; Carl Philips, riporter: Márton András; bemondónő: Bérczy Krisztina[11]
- „Only you” - Portré az 50 éves Platters együttesről. Műsorvezető: Bérczy Krisztina (Petőfi Rádió)
- Kvakvarak Bérczy Krisztinával (Rádió Bridge)

## Díjai, elismerései
- Az év bemondója díj (Magyar Rádió, 1996)[12]